# Massimo Matteoni
Massimo Matteoni  (Rimini, 8 de enero de 1954) fue piloto y team manager del equipo Matteoni Racing.

## Biografía
Comenzó su carrera en 1973 con una Aermacchi 125 pasando a la categoría Senior del Campeonato italiano en 1976. En 1979 se adjudica el campeonato de 350 cc con dos puntos de ventaja sobre Walter Villa.
En el 1977, mientras tanto, había debutado en Mundial, retirándose en el GP de las Naciones en 350. Matteoni obtuvo sus mejores resultados en los primeros años de los 80, con un segundo lugar en el Gran Premio de las Naciones de 1980, dos terceros (Gran Premio de las Naciones de 1981 y Gran Premio de las Naciones de 1982) y una pole position. En 1985 fue campeón de Europa de 250 cc.
En 1999 su escudería ganó el mundial en 125 cc con el piloto Emilio Alzamora.
En la temporada 2006 su equipo disputó el campeonato del mundo de motociclismo con los pilotos Roberto Tamburini, en 125, y Alex Baldolini y Alessio Palumbo, en 250.

## Resultados en el Campeonato del Mundo
Sistema de puntuación desde 1969 hasta 1987:
| Posición | 1.º | 2.º | 3.º | 4.º | 5.º | 6.º | 7.º | 8.º | 9.º | 10.º |
| Puntos   | 15  | 12  | 10  | 8   | 6   | 5   | 4   | 3   | 2   | 1    |

Sistema de puntuación desde 1988 hasta 1991:
| Posición | 1.º | 2.º | 3.º | 4.º | 5.º | 6.º | 7.º | 8.º | 9.º | 10.º | 11.º | 12.º | 13.º | 14.º | 15.º |
| Puntos   | 20  | 17  | 15  | 13  | 11  | 10  | 9   | 8   | 7   | 6    | 5    | 4    | 3    | 2    | 1    |

### Carreras por año
| Año  | Categoría | Equipo        | 1       | 2       | 3       | 4       | 5       | 6       | 7       | 8       | 9       | 10      | 11      | 12      | 13      | 14      | 15    | Pts. | Pos. |
| ---- | --------- | ------------- | ------- | ------- | ------- | ------- | ------- | ------- | ------- | ------- | ------- | ------- | ------- | ------- | ------- | ------- | ----- | ---- | ---- |
| 1977 | 250cc     | Yamaha        | VEN -   |         | GER -   | NAT Ret | ESP -   | FRA -   | YUG -   | NED -   |         | SWE -   | FIN -   | CZE -   | GBR -   |         |       | 0    | -    |
| 1977 | 350cc     | Yamaha        | VEN -   |         | GER -   | NAT DNQ | ESP -   | FRA DNQ | YUG -   | NED -   |         | SWE -   | FIN -   | CZE -   | GBR -   |         |       | 0    | -    |
| 1978 | 250cc     | Yamaha        | VEN -   | ESP -   |         | FRA -   | NAT 18  | NED -   | BEL -   | SWE -   | FIN -   | GBR -   | GER -   | CZE -   | YUG -   |         |       | 0    | -    |
| 1978 | 350cc     | Yamaha        | VEN -   |         | AUT -   | FRA -   | NAT 17  | NED -   |         | SWE -   | FIN -   | GBR -   | GER -   | CZE -   | YUG -   |         |       | 0    | -    |
| 1979 | 250cc     | Yamaha        | VEN -   |         | GER -   | NAT 8   | ESP -   | YUG -   | NED -   | FIN -   | GBR -   | CZE -   | FRA -   |         |         |         |       | 3    | 28.º |
| 1979 | 350cc     | Yamaha        | VEN -   | AUT -   | GER -   | NAT Ret | ESP -   | YUG -   |         |         | FIN -   | GBR -   | CZE -   | FRA 15  |         |         |       | 0    | -    |
| 1980 | 250cc     | Yamaha        | NAT Ret | ESP -   | FRA -   | YUG Ret | NED -   | BEL -   | FIN -   | GBR -   | CZE -   | GER Ret |         |         |         |         |       | 0    | -    |
| 1980 | 350cc     | Bimota-Yamaha | NAT 2   |         | FRA 7   |         | NED Ret |         |         | GBR Ret | CZE 8   | GER 27  |         |         |         |         |       | 19   | 8.º  |
| 1981 | 250cc     | Tre Stelle    | ARG     |         | GER 21  | NAC Ret | FRA -   | ESP -   |         | NED DNQ | BEL -   | RSM -   | GBR -   | FIN -   | SUE -   | CZE -   |       | 0    | -    |
| 1981 | 350cc     | Bimota-Yamaha | ARG -   | AUT 16  | GER -   | NAT 3   |         |         | YUG Ret | NED Ret |         |         | GBR -   |         |         | CZE -   |       | 10   | 13.º |
| 1982 | 250cc     | Bimota-Yamaha |         |         | FRA 10  | ESP -   | NAC Ret | NED 19  | BEL 11  | YUG 4   | GBR Ret | SUE 22  | FIN Ret | CHE 9   | RSM Ret | GER Ret |       | 11   | 18.º |
| 1982 | 350cc     | Yamaha        | ARG -   | AUT 11  | FRA 11  |         | NAT 3   | NED Ret |         |         | GBR -   |         | FIN Ret | CZE Ret |         | GER 20  |       | 10   | 18.º |
| 1983 | 250cc     | Yamaha        | RSA -   | FRA -   | NAC Ret | ALE 17  | ESP 14  | AUT -   | YUG 9   | NED Ret | BEL 15  | GBR -   | SUE -   |         |         |         |       | 2    | 28.º |
| 1984 | 250cc     | Yamaha        | RSA -   | NAC Ret | ESP 21  | AUT DNQ | ALE 16  | FRA DNQ | YUG 12  | NED -   | BEL -   | GBR -   | SUE -   | RSM 19  |         |         |       | 0    | -    |
| 1985 | 250cc     | Honda         | RSA 21  | ESP 20  | ALE Ret | NAC 13  | AUT -   | YUG 24  | NED -   | BEL -   | FRA 18  | GBR -   | SUE -   | RSM -   |         |         |       | 0    | -    |
| 1986 | 250cc     | Honda         | ESP -   | NAC 9   | ALE DNQ | AUT DNS | YUG Ret | NED -   | BEL -   | FRA 22  | GBR DNQ | SUE Ret | RSM Ret |         |         |         |       | 2    | 23.º |
| 1987 | 250cc     | Honda         | JAP     | ESP 19  | ALE DNQ | NAC 19  | AUT -   | YUG Ret | NED 29  | FRA -   | GBR -   | SUE -   | CHE 22  | RSM 22  | POR -   | BRA -   | ARG - | 0    | -    |
| 1988 | 250cc     | Yamaha        | JAP -   | USA -   | ESP Ret | EXP DNQ | NAC 16  | ALE DNQ | AUT 25  | NED -   | BEL 22  | YUG 18  | FRA 14  | GBR -   | SUE -   | CHE 29  | BRA - | 2    | 45.º |
| 1989 | 250cc     | Yamaha        | JAP -   | AUS -   | USA -   | ESP -   | NAC -   | ALE DNQ | AUT -   | YUG 18  | NED DNQ | BEL DNQ | FRA -   | GBR DNQ | SUE DNQ | CHE -   | BRA - | 0    | -    |

| Color     | Resultado                                                               |
| --------- | ----------------------------------------------------------------------- |
| Oro       | Ganador                                                                 |
| Plata     | 2.ª plaza                                                               |
| Bronce    | 3.ª plaza                                                               |
| Verde     | Finalizó en los puntos                                                  |
| Azul      | Finalizó sin puntos                                                     |
| Azul      | NC - No clasificado                                                     |
| Violeta   | Ret - No terminó (Carrera)                                              |
| Rojo      | DNQ - No se clasificó                                                   |
| Negro     | DSQ - Descalificado                                                     |
| Blanco    | DNS - No empezó (carrera)                                               |
| Blanco    | WD - Retirado (fin de semana)                                           |
| Blanco    | C - Carrera cancelada                                                   |
| Sin color | DNP - Inscrito pero no participó                                        |
| Sin color | INJ - Lesionado                                                         |
| Sin color | EX - Excluido                                                           |
| Estado    | Resultado                                                               |
| Negrita   | Pole position                                                           |
| Cursiva   | Vuelta rápida                                                           |
| †         | Abandona, pero clasifica al completar el porcentaje requerido para ello |